# Jesús Zavala
Jesús Eduardo Zavala Castañeda (ur. 21 lipca 1987 w Monterrey) – meksykański piłkarz występujący na pozycji defensywnego pomocnika, reprezentant Meksyku.

## Kariera klubowa
Zavala pochodzi z miasta Monterrey i jako dwunastolatek rozpoczął treningi w akademii juniorskiej tamtejszego klubu CF Monterrey. Przez pierwsze lata swojej kariery, również profesjonalnej, występował na pozycji napastnika. Jeszcze zanim został włączony do pierwszego zespołu, udał się na wypożyczenie do drugoligowej filii klubu – Cobras de Ciudad Juárez, gdzie spędził pół roku. Treningi z seniorską drużyną Monterrey rozpoczął w wieku dziewiętnastu lat za kadencji szkoleniowca Miguela Herrery i w meksykańskiej Primera División zadebiutował 11 lutego 2006 w wygranym 1:0 meczu z Tolucą. Początkowo wyłącznie sporadycznie pojawiał się na boiskach, częściej notując występy w drugoligowych rezerwach. Premierowego gola w najwyższej klasie rozgrywkowej strzelił 4 października 2008 w przegranej 1:2 konfrontacji z Jaguares, a w pierwszym składzie zaczął regularnie występować po przyjściu do klubu trenera Víctora Manuela Vuceticha. Trener ten przekwalifikował go również z napastnika na najpierw środkowego, a następnie defensywnego pomocnika.
Przez kolejne kilka lat Zavala był kluczowym zawodnikiem środka pola zespołu prowadzonego przez Vuceticha, odnoszącego liczne sukcesy na arenie krajowej i międzynarodowej, a także uznawanego za najlepszy w historii klubu. W jesiennym sezonie Apertura 2009 wywalczył z Monterrey swój pierwszy tytuł mistrza Meksyku, natomiast w styczniu 2010 triumfował w rozgrywkach kwalifikacyjnych do Copa Libertadores – InterLidze. Podczas rozgrywek Apertura 2010 zdobył natomiast swoje drugie mistrzostwo Meksyku, wciąż mając niepodważalne miejsce w wyjściowej jedenastce. W 2011 roku triumfował w najbardziej prestiżowych rozgrywkach północnoamerykańskiego kontynentu – Lidze Mistrzów CONCACAF, zaś kilka miesięcy później wziął udział w Klubowych Mistrzostwach Świata. Tam jego drużyna zajęła ostatecznie piąte miejsce, a on sam wpisał się na listę strzelców w konfrontacji z Espérance Tunis (3:2). W wiosennym sezonie Clausura 2012 zdobył z Monterrey wicemistrzostwo kraju, a w tym samym roku ponownie wygrał północnoamerykańską Ligę Mistrzów, lecz z powodu kontuzji nie wziął udziału w grudniowych Klubowych Mistrzostwach Świata.
W 2013 roku Zavala po raz trzeci z rzędu triumfował ze swoją ekipą w Lidze Mistrzów CONCACAF, a kilka miesięcy później ponownie wziął udział w Klubowych Mistrzostwach Świata. Na marokańskich boiskach zawodnicy Monterrey, podobnie jak dwa lata wcześniej, zajęli piąte miejsce w turnieju. W sezonie Clausura 2016 zdobył zaś drugie w swojej karierze wicemistrzostwo Meksyku.

## Kariera reprezentacyjna
W 2011 roku Zavala został powołany przez Luisa Fernando Tenę do reprezentacji Meksyku U-23 na Igrzyska Panamerykańskie w Guadalajarze. Tam (wraz z Jesúsem Coroną i Oribe Peraltą będąc jednym z trzech piłkarzy swojej kadry przekraczających dopuszczalny limit wiekowy) miał niepodważalne miejsce w wyjściowej jedenastce swojej drużyny, rozgrywając wszystkie pięć możliwych meczów w pełnym wymiarze czasowym. Zdobył ponadto gola w konfrontacji fazy grupowej z Urugwajem (5:2), zaś Meksykanie, pełniący wówczas rolę gospodarzy, zdobyli ostatecznie złoty medal na męskim turnieju piłkarskim, pokonując w finale Argentynę (1:0).
W seniorskiej reprezentacji Meksyku Zavala zadebiutował za kadencji selekcjonera José Manuela de la Torre, 9 lutego 2011 w wygranym 2:0 meczu towarzyskim z Bośnią i Hercegowiną. Kilka miesięcy później został powołany na Złoty Puchar CONCACAF, gdzie pełnił jednak rolę rezerwowego, rozgrywając tylko dwa z sześciu możliwych meczów, obydwa po wejściu z ławki. Jego kadra triumfowała natomiast w tym turnieju, po pokonaniu w finale USA (4:2). Premierowego gola w drużynie narodowej strzelił natomiast 12 czerwca 2012 w wygranej 2:1 konfrontacji z Salwadorem w ramach eliminacji do Mistrzostw Świata 2014. Ogółem podczas tych kwalifikacji, udanych ostatecznie dla jego reprezentacji, pełnił rolę podstawowego zawodnika drużyny i rozegrał dwanaście spotkań, oprócz meczu z Salwadorem wpisując się również na listę strzelców w pojedynku z Kostaryką (2:0). Nie znalazł się jednak w ostatecznym składzie na mundial.
W 2013 roku Zavala znalazł się w ogłoszonym przez De la Torre składzie na Puchar Konfederacji. Tam był kluczowym graczem środka pola meksykańskiej drużyny i wystąpił w dwóch z trzech możliwych meczów, lecz Meksykanie zanotowali wówczas bilans zwycięstwa i dwóch porażek, odpadając z turnieju już w fazie grupowej.

## Statystyki kariery

### Klubowe
| Cobras    | 2004–2005 | Meksyk | Ascenso MX | 9   | 3  | —  | — | —              | —  | — | 9   | 3  |
| Monterrey | 2005–2006 | Meksyk | Liga MX    | 5   | 0  | —  | — | —              | —  | — | 5   | 0  |
| Monterrey | 2006–2007 | Meksyk | Liga MX    | 4   | 0  | —  | — | —              | —  | — | 4   | 0  |
| Monterrey | 2007–2008 | Meksyk | Liga MX    | 0   | 0  | —  | — | —              | —  | — | 0   | 0  |
| Monterrey | 2008–2009 | Meksyk | Liga MX    | 13  | 1  | —  | — | —              | —  | — | 13  | 1  |
| Monterrey | 2009–2010 | Meksyk | Liga MX    | 30  | 1  | 1  | 0 | CL             | 4  | 0 | 35  | 1  |
| Monterrey | 2010–2011 | Meksyk | Liga MX    | 38  | 3  | —  | — | LMC            | 9  | 0 | 47  | 3  |
| Monterrey | 2011–2012 | Meksyk | Liga MX    | 35  | 3  | —  | — | LMC + KMŚ      | 13 | 1 | 48  | 4  |
| Monterrey | 2012–2013 | Meksyk | Liga MX    | 27  | 3  | —  | — | LMC            | 7  | 0 | 34  | 3  |
| Monterrey | 2013–2014 | Meksyk | Liga MX    | 31  | 2  | 3  | 1 | KMŚ            | 2  | 0 | 36  | 3  |
| Monterrey | 2014–2015 | Meksyk | Liga MX    | 35  | 4  | 3  | 0 | —              | —  | — | 38  | 4  |
| Monterrey | 2015–2016 | Meksyk | Liga MX    | 30  | 0  | 10 | 0 | —              | —  | — | 40  | 0  |
| Monterrey | 2016–2017 | Meksyk | Liga MX    | 0   | 0  | —  | — | —              | —  | — | 0   | 0  |
| Ogółem    | Ogółem    | Ogółem | Ogółem     | 257 | 20 | 17 | 1 | CL + LMC + KMŚ | 35 | 1 | 309 | 22 |

- CL – Copa Libertadores
- LMC – Liga Mistrzów CONCACAF
- KMŚ – Klubowe Mistrzostwa Świata

### Reprezentacyjne
| Meksyk | Meksyk | 2011   | 4  | 0 | —  | — | ZP      | 2 | 0 | 6  | 0 |
| Meksyk | Meksyk | 2012   | 6  | 0 | 4  | 2 | —       | — | — | 10 | 2 |
| Meksyk | Meksyk | 2013   | 2  | 0 | 8  | 0 | PK      | 2 | 0 | 12 | 0 |
| Meksyk | Meksyk | 2014   | 2  | 0 | —  | — | —       | — | — | 2  | 0 |
| Meksyk | Meksyk | 2015   | —  | — | —  | — | —       | — | — | 0  | 0 |
| Meksyk | Meksyk | 2016   | 1  | 0 | —  | — | —       | — | — | 1  | 0 |
| Ogółem | Ogółem | Ogółem | 15 | 0 | 12 | 2 | ZP + PK | 4 | 0 | 31 | 2 |

- ZP – Złoty Puchar CONCACAF
- PK – Puchar Konfederacji